# Fotostiftung Schweiz
Die Fotostiftung Schweiz (offiziell Schweizerische Stiftung für die Photographie) mit Sitz in Winterthur wurde am 4. Mai 1971 von Rosellina Burri-Bischof, Hans Finsler, Manuel Gasser, Victor N. Cohen und vier weiteren Stiftern in Zürich als privatrechtliche Stiftung für die Photographie ins Leben gerufen. Sie setzt sich für die Erhaltung, Erschliessung und Vermittlung von fotografischen Werken ein.
Sie unterhält laut eigenen Angaben eine Sammlung, die bis heute über 50 Nachlässe und rund 50'000 Originalabzüge umfasst. Der Schwerpunkt der Sammlung liegt auf der Schweizer Fotografie des 20. Jahrhunderts. Die Fotostiftung Schweiz organisiert jährlich drei Ausstellungen in ihren eigenen Räumen in Winterthur, gibt Publikationen zur Fotografiegeschichte der Schweiz heraus und kauft aktuelle Fotografien an. Die Sammlung wird ergänzt durch Dauerleihgaben der Eidgenossenschaft sowie die international ausgerichtete Sammlung der Freunde der Fotostiftung Schweiz. Die Fotostiftung Schweiz betreibt gemeinsam mit dem Fotomuseum Winterthur das Zentrum für Fotografie, welches eine öffentliche Fachbibliothek zum Thema Fotografie unterhält.

## Gründermutter und sieben Gründerväter der Stiftung für die Photographie
Zu den acht Gründern der Stiftung für die Photographie gehörten mehrere Fachpersonen der Fotografie, die über Wissen und jahrzehntelange Berufserfahrung im Umgang mit diesem Medium verfügten: Die Gründermutter war Rosellina Burri-Bischof (1925–1986). Sie betreute seit 1954 den Nachlass ihres ersten Ehemanns Werner Bischof, war Direktorin von Magnum Schweiz, Organisatorin und Kuratorin von Fotoausstellungen renommierter Fotografen sowie Herausgeberin von Fotobüchern. Zu ihr gesellten sich der Fotograf und Fotolehrer Hans Finsler (1891–1972), Initiator und Gründer der Fotoklasse an der Kunstgewerbeschule der Stadt Zürich (jetzt ZHdK), der Feuilletonist Manuel Gasser (1909–1979), Mitgründer der Weltwoche und Chefredaktor des Magazins Du, Victor N. Cohen (1910–1975), Schweizer Werbepionier und Gründer der Werbeagentur Advico, der Fotograf und Nachfolger von Hans Finsler als Lehrer der Fotoklasse Walter Binder (1931–2020), der Fotograf Jürg Gasser (* 1945), der Rechtsanwalt, Martin Howard sowie der Verlagsfachmann Herbert Winter.

## Präsidenten des Stiftungsrats
- Manuel Gasser, Journalist, Feuilletonist (1971–1979), Hans Finsler, Ehrenpräsident
- Nicolas Bouvier, Fotograf, Journalist (1980–1983)
- Charles-Henri Favrod, Journalist, Autor, Fotohistoriker (1983–1987)
- Hugo Loetscher, Journalist, Schriftsteller (1987–1992)
- Fernando Garzoni, Jurist, Banker (1992–1996),
- Peter Schindler (1997–2008)
- David Streiff, Kunsthistoriker (2008–2021)
- Andreas Spillmann, Kulturmanager und promovierter Ökonom (ab November 2021)

## Leitbild
Die Fotostiftung Schweiz ist eine national und international tätige Stiftung, die sich dem Medium Fotografie, seiner Geschichte und seiner Bedeutung in unserer Zeit widmet. Zu ihren wichtigsten Aufgaben gehört es, eine Sammlung aufzubauen, die das Fotoschaffen der Schweiz von den Anfängen bis zur Gegenwart repräsentiert. Die gesammelten Werke werden gemäss modernen konservatorischen Standards aufbewahrt und archiviert. Als gemeinnützige Organisation setzt sich die Stiftung zum Ziel, ihre Sammlung einer breiten Öffentlichkeit zugänglich zu machen. Sie organisiert Ausstellungen, gibt Publikationen heraus, veröffentlicht ausgewählte Bestände im Internet und stellt Werke für Reproduktionen in Büchern und Medien zur Verfügung. Sie arbeitet mit anderen Museen und Archiven zusammen, um das fotografische Erbe der Schweiz zu sichern und zu vermitteln.
Die Fotostiftung Schweiz betrachtet Fotografie unter zwei Gesichtspunkten: als historisches Dokument und als künstlerisches Ausdrucksmittel. Sie setzt sich dafür ein, dass fotografische Bilder in ihrer Materialität erhalten werden, um sie als Dokumente zu nutzen oder als Kunstwerke zu verstehen. Sie bemüht sich darum, die gesammelten Fotografien im Kontext ihrer Entstehung und ursprünglichen Verwendung zu erforschen und zu dokumentieren. Mit gezielten Projekten fördert sie die wissenschaftliche Aufarbeitung ihrer Bestände. Auf diese Weise leistet sie Grundlagenforschung zur Geschichte der Fotografie, zum visuellen Gedächtnis der Schweiz und zu einer interdisziplinären Bildwissenschaft. Sie setzt sich auch mit aktuellen Entwicklungen des Mediums auseinander, indem sie Werke von zeitgenössischen Fotoschaffenden in ihre Sammlung aufnimmt und diese in Ausstellungen oder Publikationen zur Diskussion stellt.

## Sammlung
Die Sammlung umfasst ca. 50'000 Ausstellungsprints, 250'000 Archivabzüge sowie über 1 Million Negative bzw. Dias. Im Auftrag des Bundesamtes für Kultur betreut die Fotostiftung Schweiz auch die Archive oder Nachlässe herausragender Fotografinnen und Fotografen. Die Nachlässe bestehen aus mehr oder weniger vollständigen Negativarchiven, Originalabzügen, Kontaktkopien, Publikationsbelegen und Dokumenten. Einige Archive sind bereits aufgearbeitet und wurden in Publikationen und Ausstellungen vorgestellt, zum Beispiel jene von Hans Baumgartner, Walter Bosshard, Kurt Blum, Gertrud Dübi-Müller, Henriette Grindat, Martin Imboden, Hans Peter Klauser, Herbert Matter, Gotthard Schuh, Emil Schulthess und Hans Staub. Andere Nachlässe sind noch nicht oder nur teilweise aufgearbeitet. Neben der umfassenden Sammlung zur Fotografie in der Schweiz ab 1840 betreut die Fotostiftung Schweiz auch die Sammlung der Eidgenossenschaft.

### Sammlungskonzept
Die Fotostiftung Schweiz sammelt in erster Linie fotografische Werke mit Bezug zur Schweiz, von den Anfängen der Fotografie bis zur Gegenwart (Helvetica). Dabei berücksichtigt sie künstlerische Ausdrucksformen ebenso wie dokumentarische, angewandte und private Formen der Fotografie. Einen hohen Stellenwert haben Fotografinnen und Fotografen, die mit ihrem Werk einen wesentlichen Beitrag zur Entwicklung und Erneuerung fotografischer Ausdruckweisen geleistet haben («Autorenfotografie»), sowie Werke von nationaler und internationaler Bedeutung. Die Sammlung umfasst einerseits ganze Archive bzw. Nachlässe (inkl. Negative, Positive, Dokumente) von Fotografinnen und Fotografen, anderseits auch eine gezielt aufgebaute Sammlung von fotografischen Einzelwerken und Werkgruppen. Bei der Übernahme privater Fotografenarchive übernimmt die Fotostiftung Schweiz nach Möglichkeit auch die Urheberrechte, um die Autoren und ihre Werke in allen Belangen repräsentieren zu können. In einigen Fällen betreut sie auch die Sammlungen Dritter, sofern diese ins übergeordnete Sammlungskonzept passen oder die Sammlung sinnvoll ergänzen. Die Fotostiftung Schweiz ordnet ihre Sammlung prinzipiell nach den Autoren der Werke. Wo dies nicht möglich ist, wählt sie fotografische Gattungen oder Themen als Ordnungskriterien.
Die Fotostiftung Schweiz ist darum bemüht, ihre Sammlung regelmässig zu ergänzen und zu erweitern (durch Schenkungen, Ankäufe, Dauerleihgaben). Ein wichtiges Kriterium ist dabei, möglichst viele eigenständige Positionen und unterschiedliche historische Erscheinungsformen der Fotografie abzudecken. Übergeordnetes Ziel der Sammlung ist es, das fotografische Erbe der Schweiz exemplarisch und in Form von Originalen an künftige Generationen zu überliefern. Die Sammlung der Fotostiftung Schweiz umfasst auch gedruckte Fotografien (Bücher und Zeitschriften), die in manchen Fällen den Status von Werken besitzen.
Die Fotostiftung Schweiz führt ein Inventar, in dem die gesammelten Werke nach inhaltlichen, technischen und materiellen Kriterien beschrieben werden. Sie dokumentiert ihre Sammlung mit einer elektronischen Datenbank, die teilweise auch öffentlich zugänglich ist. Zusätzlich führt sie die Bilddatenbank Sammlung online auf e-pics, in der sie Digitalisate speichert und für Reproduktionen zur Verfügung hält.
Zu den von der Fotostiftung Schweiz betreuten Sammlungen gehören unter anderem auch
- Fotosammlung der Schweizerischen Eidgenossenschaft
- Sammlung der «Freunde der Fotostiftung Schweiz»
- Fotosammlung Schweizerischer Werkbund (SWB)
- Interartes Fotosammlung
- Meistersammlung des Schweizerischen Photographenverbandes SPHV
- Sammlung Martin Lehner
- Sammlung Bernhard Rickenbach

### Fotografen der Sammlung (Auswahl)
- Hans Baumgartner
- Walter Bosshard
- Kurt Blum
- Marianne Breslauer
- Gertrud Dübi-Müller
- Karl Geiser
- Henriette Grindat
- Martin Imboden
- Hugo Jaeggi
- Hans Peter Klauser
- Herbert Matter
- Anita Niesz
- Doris Quarella
- Gotthard Schuh
- Hans Staub
- Jakob Tuggener, Depositum des Nachlasses der Jakob Tuggener Stiftung
- Pia Zanetti

## Förderverein
Die Sammlung der Freunde der Fotostiftung Schweiz umfasst rund 450 Fotografien, die in einem Zeitraum von über zwanzig Jahren (1985–2006) von den Freunden der Fotostiftung angekauft wurden. Schwerpunkte der Sammlung sind die 1920er Jahre («neue fotografie» in Deutschland), die 1930er Jahre (Farm Security Administration in den USA), die 1950er Jahre («Subjektive Fotografie» in verschiedenen europäischen Ländern), Künstlerporträts (Dali, Picasso u. a.) sowie grössere Gruppen von Fotografien aus Brasilien und Japan.
Nachdem 2008 die Sammlungsziele neu definiert wurden, kaufen die Freunde der Fotostiftung Schweiz heute vor allem Werkgruppen von Fotoschaffenden an, welche die zeitgenössische Schweizer Fotolandschaft durch markante, eigenständige Akzente bereichert haben. So umfasste etwa der Ankauf für das Jahr 2015 die Arbeit «Haiti – The Perpetual Liberation 1997–2015» von Thomas Kern (* 1965), die Arbeit «Japan» von Dominic Nahr (* 1983) sowie von Virginie Rebetez (* 1979) die Werkgruppe «Packing». Sämtliche Themenschwerpunkte ergänzen Bereiche, die auch für die Sammlungstätigkeit der Fotostiftung Schweiz zentral sind.
Die Sammlung der Freunde der Fotostiftung Schweiz befindet sich als Dauerleihgabe in der Fotostiftung. Zu den hochkarätigen Fotografen der Sammlung gehören unter anderen Eugène Atget, Bill Brandt, Walker Evans, Man Ray oder August Sander.

## Zentrum für Fotografie
Gemeinsam mit dem Fotomuseum Winterthur bildet die Fotostiftung Schweiz das Zentrum für Fotografie. Dieses führt eine öffentliche Fachbibliothek mit ca. 20'000 Büchern zum Thema Fotografie und beteiligt sich im Rahmen von Lehraufträgen am 2007 geschaffenen Studiengang Geschichte und Theorie der Fotografie an der Universität Zürich.
Die Fotostiftung Schweiz und das Fotomuseum Winterthur haben 2002/03 einen Teil des Industrieareals «Schleife» umgebaut, um vielfältige Auseinandersetzungen mit dem Medium Fotografie zu ermöglichen. Die beiden unabhängigen Institutionen verfolgen in dem gemeinsam geführten Zentrum unterschiedliche Zielsetzungen: Das Fotomuseum präsentiert in erster Linie internationales, zeitgenössisches Fotoschaffen und Meister der Fotografiegeschichte, die Fotostiftung Schweiz engagiert sich vor allem im Bereich des «patrimoine photographique». Für Wechselausstellungen sowie Sammlungspräsentationen stehen insgesamt 1300 m² zur Verfügung, ausserdem gibt es klimatisierte Depots für Schwarzweiss- und Farbfotografie sowie Schwarzweiss-Negative, die Fachbibliothek, Seminarräume sowie einen Shop, eine Lounge und das Museumsbistro «George».

## Kritik

### Fehlen wichtiger Nachlässe der Schweizer Fotografie des 20. Jahrhunderts
Im Betreuungs- und Bewirtschaftungsangebot von Nutzungsrechten an Fotografien fehlen der Schweizerischen Stiftung für die Photographie insgesamt sieben Nachlässe international bedeutender Schweizer Fotografen des 20. Jahrhunderts: Das Archiv des Fotografen Paul Senn (1901–1953) ging im Jahr 1982 an das Kunstmuseum Bern über und wird von diesem verwaltet. Das Copyright für die Aufnahmen von Paul Senn liegt bei der Gottfried Keller-Stiftung Winterthur. Der Nachlass des legendären Schweizer Fotolehrers der Kunstgewerbeschule der Stadt Zürich (neu ZHdK, Zürcher Hochschule der Künste), Hans Finsler (1891–1972), wird vom Kunstmuseum Moritzberg bewirtschaftet. Die intellectual property des bedeutenden Repräsentanten der neuen Fotografie und der Neuen Sachlichkeit wurde dem Museum im Jahr 1986 geschenkt. Das Werk des berühmten Schweizer Magnum-Fotografen Werner Bischof (1916–1954), er war ein besonders begabter Schüler von Hans Finsler, bewirtschaftet sein Sohn, Marco Bischof. Der Fotograf, Verleger, Filmemacher und Bildredaktor, Ernst Scheidegger (1923–2016), ebenfalls ein Schüler von Hans Finsler, hat im Jahr 2010 seine eigene Stiftung Ernst Scheidegger-Archiv ins Leben gerufen. Auch René Burri (1933–2014), Mitglied der berühmten Fotoagentur Magnum und hochbegabter Schüler von Hans Finsler, wollte der Schweizerischen Stiftung für die Photographie seinen Nachlass nicht anvertrauen. Mit der Erschaffung seiner Fondation René Burri regelte er vor seinem Ableben im Jahr 2013, dass die Betreuung und Bewirtschaftung seines Nachlasses durch das von Charles-Henri Favrod gegründete und ebendiesem langjährig geleitete Musée de l’Elysée in Lausanne vorgenommen wird. Die Schweizer Fotografin Sabine Weiss (1924–2021), die in Paris lebte, bestimmte im Jahr 2017, dass ihr Nachlass nach ihrem Ableben vom Musée de l’Elysée in Lausanne betreut werden soll. Schliesslich obliegt auch die Betreuung und Bewirtschaftung des Nachlasses des legendären schweizerisch-amerikanischen Fotografen und Filmemachers Robert Frank (1924–2019) nicht der Schweizerischen Stiftung für die Photographie.